# Округ Чешка Липа
Округ Чешка Липа (чеш. Okres Česká Lípa) је округ у Либеречком крају, у Чешкој Републици. Административно средиште округа је град Чешка Липа.

## Становништво
Према подацима о броју становника из 2012. године округ је имао 103.152 становника.